# Kanuslalom-Weltmeisterschaften 1965
Die Kanuslalom-Weltmeisterschaften 1965 fanden 1965 in Spittal in Österreich statt.

## Ergebnisse

### Einer-Kajak
Männer:
| Platz | Land | Sportler        |
| ----- | ---- | --------------- |
| 1     | AUT  | Kurt Preslmayer |
| 2     | GDR  | Eberhard Gläser |
| 3     | GER  | Uli Raysz       |

Frauen:
| Platz | Land | Sportler       |
| ----- | ---- | -------------- |
| 1     | GDR  | Ursula Gläser  |
| 2     | GDR  | Lia Schilhuber |
| 3     | GER  | Bärbel Körner  |

### Einer-Kajak-Mannschaft
Männer:
| Platz | Land | Sportler                                        |
| ----- | ---- | ----------------------------------------------- |
| 1     | GER  | Manfred Vogt Horst-Dieter Engelke Eugen Weimann |
| 2     | GDR  | Eberhard Gläser Fritz Lange Rolf Luber          |
| 3     | AUT  | Robert Fabian Manfred Hausmann Kurt Preslmayer  |

Frauen:
| Platz | Land | Sportler                                        |
| ----- | ---- | ----------------------------------------------- |
| 1     | GDR  | Ursula Gläser Bärbel Richter Lia Merkel         |
| 2     | TCH  | Bohumila Kapplová Renate Knyova Ludmila Polesná |
| 3     | GER  | Heike Boikat Bärbel Körner Kirsten Schmidt      |

### Einer-Canadier
Männer:
| Platz | Land | Sportler         |
| ----- | ---- | ---------------- |
| 1     | GDR  | Gerd Kleinert    |
| 2     | TCH  | Luděk Beneš      |
| 3     | GDR  | Manfred Schubert |

### Einer-Canadier-Mannschaft
Männer:
| Platz | Land | Sportler                                      |
| ----- | ---- | --------------------------------------------- |
| 1     | TCH  | Luděk Beneš Bohuslav Pospichal Jiri Vocka     |
| 2     | GER  | Christian Kaufmann Heiner Stumpf Otto Stumpf  |
| 3     | GDR  | Jochen Förster Gert Kleinert Manfred Schubert |

Mixed:
| Platz | Land | Sportler                           |
| ----- | ---- | ---------------------------------- |
| 1     | TCH  | Ludmila Sirotková Vaclav Janoussek |
| 2     | TCH  | Jirina Sedivec Josef Sedivec       |
| 3     | GDR  | Erika Schönfeld Horst Wängler      |

### Zweier-Canadier
Männer:
| Platz | Land | Sportler                         |
| ----- | ---- | -------------------------------- |
| 1     | GDR  | Manfred Merkel/Günther Merkel    |
| 2     | TCH  | Jiri Dejl/Zdenek Fifka           |
| 3     | SUI  | Fernand Götz/Wolfgang Klingebiel |

### Zweier-Canadier-Mannschaft
Männer:
| Platz | Land | Sportler                                                    |
| ----- | ---- | ----------------------------------------------------------- |
| 1     | TCH  | Pollert/Pollert Kalas/Brejcha Ladislav Měšťan/Zdeněk Měšťan |
| 2     | YUG  | Andejasic/Gerkman Vidmar/Justin F. Zitnil/L. Zitnik         |
| 3     | GER  | Schmidt/Roock Bohry/Gehlen Seller/Tuchel                    |

Mixed:
| Platz | Land | Sportler                                                                           |
| ----- | ---- | ---------------------------------------------------------------------------------- |
| 1     | GDR  | Edith Grabo/Lempert Lehmann/Müller Erika Schönfeld/Horst Wängler                   |
| 2     | TCH  | Absolon/Absolonova Ludmila Sirotková/Vaclav Janoussek Jirina Sedivec/Josef Sedivec |
| 3     | FRA  | Blanc/Ghidini Berthenet/Guette M. Olry/J. Olry                                     |

## Medaillenspiegel
| Platz  | Land                            | Gold | Silber | Bronze | Gesamt |
| ------ | ------------------------------- | ---- | ------ | ------ | ------ |
| 1      | Deutsche Demokratische Republik | 5    | 3      | 3      | 11     |
| 2      | Tschechoslowakei                | 3    | 5      | -      | 8      |
| 3      | Deutschland                     | 1    | 1      | 4      | 6      |
| 4      | Österreich                      | 1    | -      | 1      | 2      |
| 5      | Jugoslawien                     | -    | 1      | -      | 1      |
| 6      | Schweiz                         | -    | -      | 1      | 1      |
| 6      | Frankreich                      | -    | -      | 1      | 1      |
| Gesamt | Gesamt                          | 10   | 10     | 10     | 30     |